# Консультант (телесеріал)
Консультант (англ. The Consultant) — американський телесеріал-трилер, створений Тоні Басгаллопом за мотивами роману Бентлі Літтла, у головній ролі якого головний герой — Крістоф Вальц, а також Нат Вольф, Бріттані О'Ґрейді та Еймі Карреро у ролях другого плану. Серіал розповідає про співробітників компанії з виробництва мобільних ігор, керівництво якою переймає зловісний консультант, роль якого грає Вальц.
Прем'єра серіалу відбулася на Amazon Prime Video 24 лютого 2023 року та отримала позитивні відгуки. Критики високо оцінили гру Вальца, але розкритикували сценарій та темп серіалу.

## Сюжет
Після нещодавнього краху компанії, яка спеціалізується на розробці відеоігор, її власники наймають Регуса Патоффа (Крістофа Вальца) на посаду бізнес-консультанта зі сподіванням, що він допоможе покращити фінансові показники компанії. Однак нові методи роботи, запроваджені містером Патоффом, призводять до напруженості в колективі. Ситуація стає ще складнішою, коли він починає втручатися в особисте життя співробітників, змушуючи їх думати про те, наскільки далеко можна зайти, щоб зберегти свою роботу.

## У ролях
Головні ролі
- Крістоф Вальц — Регус Патофф
- Нат Вулфф — Крейг Горн
- Бріттані О'Грейді — Елейн Гейман
- Еймі Карреро — Патті, наречена Крейга

У ролях
- Генрі Роудс — Токіо
- Браян Юн — Санг
- Тетяна Заппардіно — Жанель
- Майкл Чарльз Ваккаро — Йен
- Румур Крістіна Ноулз — Лоїс
- Ерін Рут Вокер — Емі
- Джулі Сідоні — ведуча новин
- Раян Лекі — ведуча новин
- Кетрін Крістенсен — Ребекка Худ
- Раян Браво — Ерік

Гості
- Сідні Мей Діас — Рауль
- Слоун Евері — Розі
- Даян Доан — Гіслейн
- Джейк Менлі — Патріс
- Глорія Джон — мама Санг

## Епізоди
| № серії | Назва серії | Режисер(и)          | Сценарист(и)   | Оригінальна дата показу |
| --- | ----------- | ------------------- | -------------- | ----------------------- |
| 1 | «Творець»   | Метт Шекман         | Тоні Басгаллоп | 24 лютого 2023          |
| Під час екскурсії компанією з виробництва мобільних відеоігор «CompWare», креативна координаторка компанії Елейн, дозволяє студентам зустрітися з генеральним директором Сангом. Після того, як вона вийшла з кабінету, один зі студентів пострілом Санга вбиває. Кілька днів по тому, під час нічної пробіжки, один з програмістів «CompWare», Крейг, заходить до офісу, та під час розмови з Елейн щодо проблем ймовірного закриття компанії, стає свідком того, як до нічного офісу входить чоловік на ім'я Регус Патофф і стверджує, що працюватиме тут за контрактом, який підписав Санг. Його задача – врятувати компанію. Його методи роботи передбачають дотримання суворих правил співробітниками та внутрішню конкуренцію. При цьому він має особливість – неможливість підніматися чи спускатися сходами без сторонньої допомоги. Крейг та Елейн у спробах пересвідчитися у правдівості контракту Патоффа, переглядають записи з камер спостереження з офісу Санга та знаходять відео підписання угоди, після чого Санг стає на коліна перед Патоффом та робить йому мінет.                                                                                                   |             |                     |                |                         |
| 2 | «Мама»      | Ден Аттіас          | Тоні Басгаллоп | 24 лютого 2023          |
| Регус телефонує Елейн посеред ночі, викликає до офісу з тим, щоб повідомити про приліт матері Санга з Південної Кореї. Пані Санг прибуває до офісу компанії, для неї бронюють номер, Регус особисто супроводжує її. Тим часом Елейн та Крейг досліджують попередню компанію, в якій Регус працював до того, та так само виявляють смерть її керівника (боса було обезголовлено). Спроба знайти пані Санг залишається без результату – до готелю вона так і не заселялась. Крейг починає розробку нової гру «Upskirt Jungle», яка отримує схвалення Регуса. |             |                     |                |                         |
| 3 | «П'ятниця»  | Ден Аттіас          | Тоні Басгаллоп | 24 лютого 2023          |
| Елейн дізнається про існування в компанії архівної кімнати, і знаходить там дос'є на себе із купою деталей, включно із своїми дитячими фотографіями. Обговорюючи свої плани на п'ятничний вечір, Крейг вимушено запрошує Регуса на келих пива з ним у барі. Той натомість запрошує Крейга приєднатися до нього на ексклюзивній вечірці. Крейг знайомиться з Мілані, гарною росіянкою з протезом руки, ноги та щелепи. Регус просить Крейга супроводжувати його на доставці: сам сідає за кермо, а Крейг стає свідком того, що загорнуту у простирадло людину завантажують на заднє сидіння авто. На заправці Крейг розрізає простирадло та відпускає Мілані, яка вказує Крейгу ім'я Френка Флореса, якого радить обов'язково знайти. |             |                     |                |                         |
| 4 | «Санг»      | Алексіс Остандер    | Тоні Басгаллоп | 24 лютого 2023          |
| У спогадах Регуса – його перша зустріч із Сангом, коли він прийшов із пропозицією врятувати компанію від неминучого банкрутства – вступити на посаду консультанта по його смерті. Елейн дізнається, що компанія все ще має фінансові проблеми, та заохочує Крейга прискорити випуск гри «Upskirt Jungle». Крейг встановлює шпигунське програмне забезпечення на телефон Регуса та дізнається адресу Френка Флореса. В офісі Регус встановлює велику статую оголеного Санга. |             |                     |                |                         |
| 5 | «Хвороба»   | Алексіс Остандер    | Тоні Басгаллоп | 24 лютого 2023          |
| Під прикриттям того, що ніби захворів, Крейг їде на зустріч із Френком Флорезом у Помону. Флорез – ювелір, і помітно засмучується, коли Крейг згадує про Регуса, проте згодом розповідає історію, як протягом кількох років Регус наймав його для створення людського скелета із золота. На виході з магазину Крейг стає свідком нападу зловмисників у масках, яких вбиває Флорез. Тим часом до офісу «CompWare» приходить Петті, наречена Крейга, щоб принести йому обід. Елейн намагається відволікти її увагу, знаючи, що «хворий» Крейг відсутній. Увагу до Петті проявляє Регус, з яким вони обідають, а Петті допомагає йому піднятися сходами. Їх зустріч завершується поцілунком. Крейг повертається додому і вдає перед Петті, що хворий. При цьому Петті бачить маршрут поїздки на «Uber», розуміє, що її обманюють. Тієї ночі Регус пише Петті. |             |                     |                |                         |
| 6 | «Скло»      | Шарлотта Брандстром | Тоні Басгаллоп | 24 лютого 2023          |
| Хтось розбиває вікно в квартирі Крейга та Петті. Крейг повертається на роботу та виявляє, що Регус схвалив випуск гри «Upskirt Jungle», але перейменував її на «Mr. Sang's Jungle Adventure». Поки Елейн та Крейг розмовляють в офісі, Регус робить скрін з камери спостереження, який може трактуватися як романтичний. Знімок отримує Петті, яка уходить з дому, та направляється до офісу «CompWare» на зустріч з Регусом. Тим часом результати тестування гри показують, що вона викликає агресивні реакції. Елейн спілкується із тестерами та дізнається, що вони завдають собі шкоди через те, що не можуть пройти певний рівень гри. Аналогічна реакція у Крейга – від неможливості пройти рівень він розбиває вікно у своїй квартирі. |             |                     |                |                         |
| 7 | «Слон»      | Шарлотта Брандстром | Тоні Басгаллоп | 24 лютого 2023          |
| Крейг у розпачі через зникнення Петті. Регус проводить серед співробітників мозковий штурм щодо маркетингових ідей для промоції гри – Елейн пропонує прогулянку слона (одного з персонажів гри) вулицями Лос-Анджелеса. Ідея Крейгу подобається. Елейн береться за її реалізацію, для чого залучає свого колишнього хлопця Патріса, і за підштовхуванням Регуса, проходить школу маніпулювання людьми. Попри те, що Патріс отримує лише половину від обумовленої суми, він викрадає циркового слона та випускає його поряд із рекламним бордом гри. Регус в архівній кімнаті влаштував «робоче місце» для Петті, яка там друкує для нього документи на друкарській машинці. |             |                     |                |                         |
| 8 | «Молоток»   | Карін Кусама        | Тоні Басгаллоп | 24 лютого 2023          |
| Випущений слон гине під час спроби його порятунку. Проте реклама спрацювала – гра «Пригоди містера Санга в джунглях» оримує миттєму популярність. Регус влаштовує з цього приводу вечірку в «CompWare». Крейг та Елейн відстежують телефон Патті, але знаходять з ним місіс Санг. Вона отримала його від Регуса. Крейг та Елейн повертаються до офісу, де Елейн знаходить Патті в архівній кімнаті. Крейг кувалдою розбиває скляну підлогу під Регусом, в результаті чого той падає та відриває палець ноги. Крейг хапає палець ноги, вони включають пожежну сигналізацію та тікають з офісу. Через деякий час Елейн повертається на роботу та бачить, що її ім'я написано на дверях генерального директора. Патті виїжджає з їх спільного будинку, і Крейг розрізає палець ноги, відкриваючи золоту кістку. Регус повертається до «CompWare», щоб переконатися, що його справу зроблено – компанія врятована, процеси налагоджені; та вирушає на порятунок наступної компанії – історія повторяюється у фірмі робототехніки. Фінальний кадр – камера, де утримують хлопчика, який застрелив Санга: йдуть новини про смерть генерального директора компанії з виробництва робототехніки. |             |                     |                |                         |

## Випуск
3 січня 2023 року Amazon випустив тизер серіалу, для якого призначили дату виходу 24 лютого 2023 року.